# Malcolm Oastler
Malcolm Oastler (Sydney, 24 de abril de 1959) é o ex-diretor técnico da equipe de Fórmula 1 British American Racing (BAR), ex-engenheiro chefe da Jaguar Racing e projetista de muitos carros de corrida.

## Carreira
Graduado em engenharia mecânica pela NSW University of Technology, Oastler foi um piloto de Fórmula Ford bem sucedido na Austrália no início dos anos 1980, mas decidiu mudar-se para a Europa em 1985 com a esperança de continuar sua carreira de piloto. Sem nenhum apoio ele trabalhou como mecânico para Milldent Motorsport em Hinckley, Leicestershire, preparando carros para clientes pilotos. Isto permitiu-lhe ter algumas corridas na Fórmula Ford 2000.
Quando seus talentos de engenharia foram reconhecidos, em 1986, ele se juntou à empresa Reynard e começou a trabalhar como um projetista de carros da Reynard na Fórmula Ford. Ele contribuiu para todos os grandes projetos da Reynard e em 1998 foi nomeado como projetista chefe para a British American Racing. Em meados de julho de 1999, Oastler foi promovido a diretor técnico da equipe no decorrer de uma de suas remodelações, mas esse papel retornou a empresa Reynard em 2000, deixando Oastler como projetista chefe mais uma vez. Quando a gerência da BAR foi tomado por David Richards no fim de 2001, Oastler viu-se logo fora da equipe. Durante aquela temporada ele ressurgiu na Jaguar Racing e trabalhou em seu chassis para a temporada de 2002. Ele foi nomeado engenheiro chefe da Jaguar Racing em janeiro de 2003, mas em março de 2004, Oastler anunciou que estava se aposentando do automobilismo profissional e desde então voltou para sua terra natal, a Austrália, para criar vários empreendimentos rurais.